# Eparchie Palai
De eparchie Palai (Latijn: Dioecesis Palaiensis) is een Syro-Malabar-katholieke eparchie met als zetel Pala (ookwel Palai genoemd), in India. De eparchie is suffragaan aan de aartseparchie Changanacherry. 

## Geschiedenis
De eparchie werd opgericht op 25 juli 1950, uit delen van de aartseparchie Changanacherry.

## Parochies
De eparchie had in 2021 een oppervlakte van 1.166 km2 en telde 798.000 inwoners waarvan 42,0% rooms-katholiek was.

## Bisschoppen
- Sebastian Emmanuel Vayalil (25 juli 1950 - 1981)
- Joseph Pallikaparampil (6 februari 1981 - 18 maart 2004; hulpbisschop sinds 16 juni 1973)
- Joseph Kallarangatt (18 maart 2004 - heden)
  - Jacob Muricken (hulpbisschop: 24 augustus 2012 - 25 augustus 2022)

## Galerij van afbeeldingen

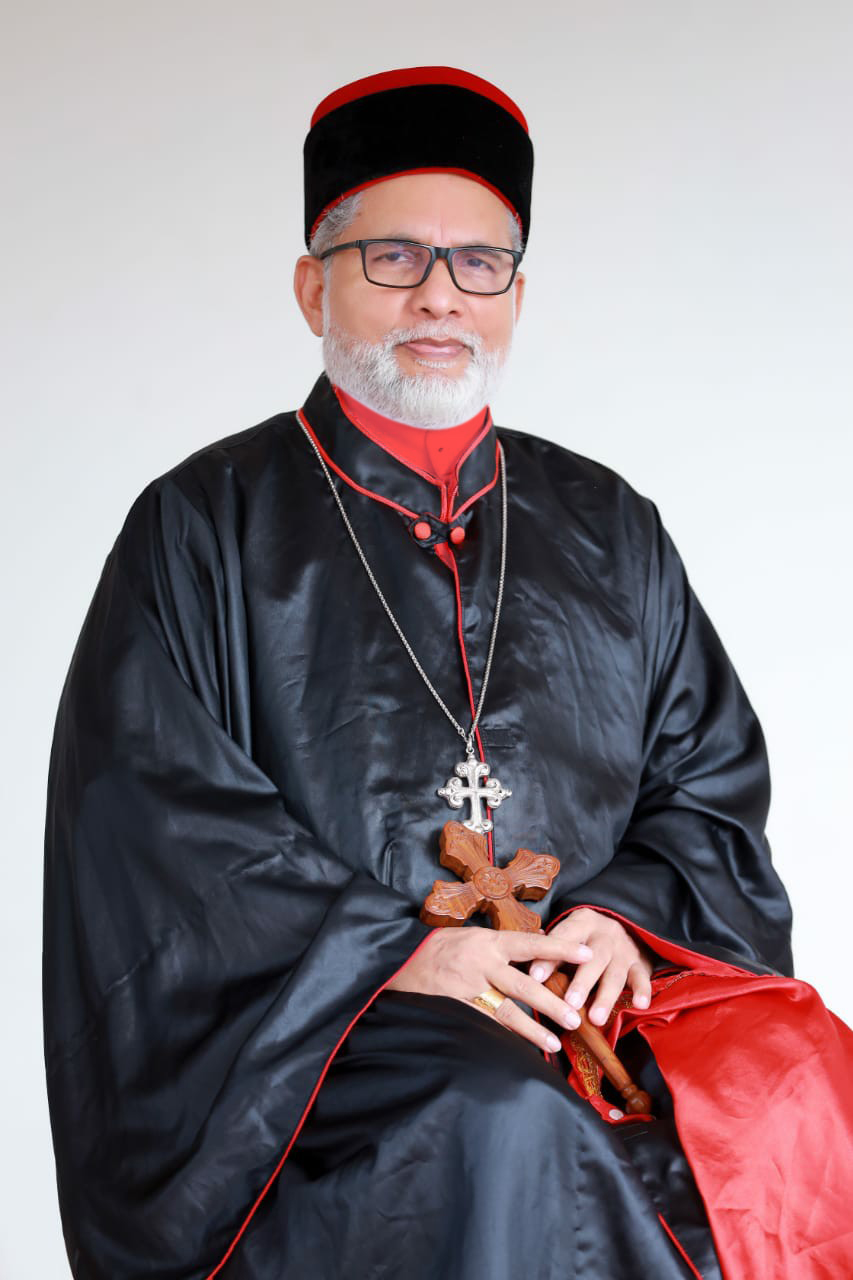
Bisschop Joseph Kallarangatt (2004-heden)

Changanacherry (aartseparchie) · Kanjirapally · Palai · Thuckalay